# Éder Valencia
Luis Eder Valencia Mosquera (Lago Agrio, Provincia de Sucumbíos, Ecuador, 4 de marzo de 1982) es un exfutbolista ecuatoriano. Jugaba de mediocampista. Es hermano del exfutbolista Antonio Valencia, exjugador del Manchester United de Premier League, Actualmente entrena a la formativa de la Academia Jared Galápagos

## Trayectoria
Empezó su carrera deportiva en las divisiones formativas del Club Deportivo Caribe Junior de Lago Agrio. En el 2002  debutó en la Primera división con el Club Deportivo El Nacional. Años siguientes su talento futbolístico lo lleva a militar en varios clubes del Ecuador.
- Curiosidad: Es hermano del futbolista Antonio Valencia

## Clubes
| Club                 | País    | Año         |
| -------------------- | ------- | ----------- |
| Sporting crystal     | Ecuador | 2001 - 2005 |
| Macará               | Ecuador | 2005        |
| El Nacional          | Ecuador | 2005        |
| Universidad Católica | Ecuador | 2006        |
| Deportivo Azogues    | Ecuador | 2006        |
| Universidad Católica | Ecuador | 2007        |
| Olmedo               | Ecuador | 2008 - 2009 |
| Rocafuerte F. C.     | Ecuador | 2011        |
| Independiente        | Ecuador | 2011        |
| Liga de Portoviejo   | Ecuador | 2014        |